# Cubocephalus sperator
Cubocephalus sperator är en stekelart som först beskrevs av Cornelius Herman Muller 1776.  I den svenska databasen Dyntaxa används istället namnet Cubocephalus erythrinus. Cubocephalus sperator ingår i släktet Cubocephalus och familjen brokparasitsteklar. Arten är reproducerande i Sverige. Utöver nominatformen finns också underarten C. s. pygmaeus.